# Bengt Sæternes
Bengt Sæternes (født 1. januar 1975) er en norsk tidligere fodboldspiller og nu fodboldtræner, der har været træner for Sandnes Ulf siden 2014.
Som spiller har han bl.a. spillet for Vålerenga samt danske superliga-klub OB. Hans foretrukne posion er angriber. Han har derudover spillet i belgisk og norsk fodbold.